# حارة ذلثلة (الضليعة)

تعديل مصدري - تعديل

حارة ذلثلة هي إحدى قرى عزلة الضليعة بمديرية الضليعة التابعة لمحافظة حضرموت، بلغ تعداد سكانها 148 نسمة حسب تعداد اليمن لعام 2004.